# Anne Sophie Pellissier
Anne Sophie Pellissier (* 4. Januar 1987 in Saint-Martin-le-Vinoux) ist eine französische Snowboarderin. Sie startet überwiegend in der Disziplin Halfpipe, nimmt aber auch im Snowboardcross an Rennen teil.
Anne Sophie Pellissier kommt aus einer skibegeisterten Familie. Sie stand schon als Kind regelmäßig auf Skiern und begann als Neunjährige mit dem Snowboardfahren. 2007 schloss sie das Baccalauréat économique et social in Villard-de-Lans ab und widmete sich dann nur noch dem Snowboardsport. „Alles ging sehr schnell,“ sagt sie, „am Anfang nahm ich an Rennen in der Dauphiné teil. Die guten Ergebnisse reihten sich aneinander und ich habe an anspruchsvolleren Rennen teilgenommen, am Frankreich-Cup bei den Junioren und Senioren, am Europacup und schließlich an den Juniorenweltmeisterschaften!“
Im Dezember 2005 gelang ihr der erste Sieg bei einem Europacuprennen im schweizerischen Arosa, kurz darauf folgte das Weltcupdebüt im Januar 2006 in Leysin bei einem Halfpipe-Wettbewerb und im März in Bardonecchia wurde sie französische Meisterin in dieser Disziplin. Es folgten weitere Siege in FIS-Rennen, sowohl in der Halfpipe als auch im Snowboardcross. 2007 verteidigte sie ihren nationalen Meistertitel. Im Januar 2008 gelang ihr der erste Sieg in einem Weltcuprennen, wieder in Bardonecchia in ihrer Spezialdisziplin Halfpipe. Bis Anfang Oktober 2008 schaffte sie in dieser Disziplin bei zwölf Weltcupstarts sechs Mal ein Ergebnis unter den besten Zehn.

## Erfolge
FIS-Snowboard-Weltcup
| Datum      | Ort          | Land | Disziplin | Platzierung |
| ---------- | ------------ | ---- | --------- | ----------- |
| 27-01-2008 | Bardonecchia | ITA  | Halfpipe  | 1           |